# Richard Bull (Politiker)
Hon. Richard Thomas Marshall Bull (* 14. Dezember 1946 in Narrandera, New South Wales) ist ein australischer Journalist und Politiker der Country Party sowie der National Party of Australia, der zwischen 1984 und 2000 Mitglied im Parlament von New South Wales war.

## Leben
Richard Thomas Marshall Bull war der Sohn des Rinderzüchters und Politikers Thomas Louis Bull (1905–1976), der zwischen 1965 und 1971 Mitglied des Australischen Senats war, und dessen Ehefrau Jessie Bull. Er besuchte die Narrandera Public School und The Scots College in Sydney und trat danach in die elterlichen Farm- und Rinderzuchtnternehmen ein, deren Direktor und Geschäftsführer er später wurde. 1965 trat er in die damalige Country Party ein, der heutigen National Party of Australia, und wurde kurz darauf Vorsitzender von deren Jugendorganisation Young Country Party im Bundesstaat New South Wales. Er war seit 1977 Direktor der Wahlkampagnen der National Party bei den Wahlen im Bundesstaat und gehörte zwischen 1983 und 1984 dem Zentralen Exekutivvorstand der National Party of Australia an.
Am 30. April 1984 wurde Bull für die National Party erstmals Mitglied im Parlament von New South Wales und gehörte als direkt gewähltes Mitglied bis zum 18. August 2000 mehr als 16 Jahre lang dem Legislativrat (NSW Legislative Council) an, dem Oberhaus des Parlaments. Er befasste sich insbesondere mit Fragen der ländlichen Industrien sowie Problemen in ländlichen und regionalen Angelegenheiten und war als Leader of the National Party in the Legislative Council Vorsitzender der Fraktion seiner Partei im Legislativrat. In der Koalitionsregierung mit der Liberal Party of Australia von Premierminister Nick Greiner wurde er am 6. Juni 1991 Parlamentarischer Staatssekretär für Bildung, Jugend und Tourismus (Parliamentary Secretary for Education, Youth Affairs and Tourism) und bekleidete dieses Amt auch im nachfolgenden Kabinett von John Fahey, Greiners Nachfolger als Premierminister, bis zum 25. März 1995. Nach der Niederlage des Liberal-National-Bündnisses bei den Wahlen am 25. März 1995 übernahm er zwischen dem 11. April 1995 und dem 1. Februar 2000 die Funktion als Deputy Leader of the Opposition und war damit stellvertretender Oppositionsführer im Legislativrat. Daneben gehörte er dem Schattenkabinett der Liberal-Nationalen an und war vom 10. April 1995 bis zum 19. April 1999 als Shadow Minister for Agriculture sowie als Shadow Minister for Gaming and Racing zuständig für die Bereiche Landwirtschaft, Glücksspiel und Rennveranstaltungen. Zuletzt war er vom 19. April 1999 bis zum 18. August 2000 als Assistant Shadow Minister for Agriculture stellvertretender Sprecher der Opposition.
Nach seinem Ausscheiden aus dem Parlament widmete er sich wieder der Tätigkeit als Geschäftsführer der familiären Farm- und Rinderzuchtnternehmen und engagierte sich zudem als Mitglied in zahlreichen wirtschaftlichen und landwirtschaftlichen Interessensorganisationen wie der Livestock and Grain Producers’ Association, New South Wales Farmers Association, Murrumbidgee Irrigators Association und Murrumbidgee River Licensed Pumpers Association. Er war ferner Vorstandsvorsitzender von Water For Rivers Pty Ltd. Director of Lambpro und Sheep Genetics Australia sowie Berater für strategische Unternehmensführung und Öffentlichkeitsarbeit. 2005 wurde er Mitglied der National Party of Australia auf Lebenszeit.
Aus seiner am 12. März 1970 geschlossenen Ehe Patricia Anne Jeffreys gingen drei Töchter und ein Sohn hervor.